# El Capitan (Marte)
El Capitan é um afloramento rochoso encontrado em Marte pelo veículo explorador de Marte Opportunity em fevereiro de 2004. Esse afloramento recebeu seu nome de El Capitan, uma montanha no Texas.